# NGC 3199
NGC 3199 је емисиона маглина у сазвежђу Прамац која се налази на NGC листи објеката дубоког неба.
Деклинација објекта је - 57° 55' 18" а ректасцензија 10h 17m 24,0s. Привидна величина (магнитуда) објекта NGC 3199 износи 10,2. NGC 3199 је још познат и под ознакама ESO 127-EN14.